# Made in Denmark (band)
 For alternative betydninger, se Made in Denmark. (Se også artikler, som begynder med Made in Denmark)
Made in Denmark er en dansk pop- og rockgruppe, der startede i 1960'erne og havde størst succes i begyndelsen af 1970'erne.
Bandet bestod af Tom Lerdrup Hansen, Alf Johansen, Jørgen Petersen og Birger Obling.
"Queen of Spades" lå på den danske hitliste i 1972, mens "Someday" var et pænt hit allerede i 1971, og slog kunstnere som John Lennon på den danske top ti. På B-siden af "Someday" var nummeret "Summer song". I årene derefter udgav de også "Baby, I Love You", "Grandad's Clockwork", "Long-Legged Rollerscating Lady" og "Hollywood".
Den eneste cd-udgivelse med Made In Denmark, er opsamlingen Twist and Shout 2 fra Jørgen de Mylius' programmer på TV2 Charlie. Herpå findes "Queen of Spades" med tekst af Jannie Faurschou.